# Rick Hughes
Pour les articles homonymes, voir Rick Hughes (homonymie).
 (juin 2023).
Si vous disposez d'ouvrages ou d'articles de référence ou si vous connaissez des sites web de qualité traitant du thème abordé ici, merci de compléter l'article en donnant les références utiles à sa vérifiabilité et en les liant à la section « Notes et références ».
Rick Hughes, né en 1963, est un chanteur québécois.

## Biographie
Rick Hughes est né en 1963 d'un père irlandais et d'une mère italienne, tous deux musiciens. Son père décède alors qu'il n'a que 8 ans, le laissant seul avec sa mère, sa sœur (Lulu Hughes) et ses deux frères.
En 1984, Rick signe son premier contrat de disque. Il est à l'époque le leader et le chanteur du groupe de métal Sword, avec lequel il a fait, entre autres, la première partie d'un des spectacles de Metallica à Montréal.
Durant les années qui suivirent la séparation du groupe Sword, Rick participa à la populaire émission de télévision québécoise La Fureur en tant que choriste. 
Le dernier CD du chanteur prend un tournant complètement différent de la musique faite par Sword. Son style musical étant très différent du métal pur et dur d'autrefois, le CD Train d'enfer est durement critiqué, décrit comme étant décevant et faible par le magazine Voir. Mais l'extrait Pour une seconde, reste en première position du top 10 francophone pendant plus de onze semaines consécutives, un record en 2006, battu en 2007 par le groupe Mes Aïeux. Malgré des critiques mitigées, l'album, lancé par Trafik Musik - Toxik Musik, est nommé dans la catégorie album rock de l'année 2006 au gala de l'ADISQ.
"C’est en 2013 que Rick déchire la scène lors de la première édition de l'émission La Voix sur TVA et il se fait remarquer une fois de plus en conquérant le grand public".

## Famille
Il n'est pas surprenant que Rick Hughes soit si attiré par la musique : son père et sa mère étaient musiciens, sa sœur Lulu Hugues  est une chanteuse québécoise et sa voix a une puissance très impressionnante. 
Rick vit tranquillement sa vie avec Nancy, sa compagne. Celle-ci inspira la chanson Nancy sur Train d'enfer.

## Sword
Les plus grands succès du groupe metal québécois furent surement Stoned Again, Land of the Brave et FTW.
METALIZED 1986
1. F.T.W (Follow the Wheel)
2. Children of Heaven
3. Stoned Again
4. Dare to Spit
5. Outta Control
6. The End of the Night
7. Runaway
8. Where to Hide
9. Stuck in Rock
10. Evil Spell

SWEET DREAMS 1988
1. Sweet Dreams
2. The Trouble Is
3. Land of the Brave
4. Back Off
5. Prepare to Die
6. Caught in the Act
7. Until Death Do Us Part
8. The Threat
9. Life on the Sharp Edge
10. State of Shock

THE BEST OF SWORD 2009
1. Stoned Again
2. Until Death Do Us Part
3. Outta Control
4. Runaway
5. Land of the Brave
6. Children of Heaven
7. Prepare to Die
8. State of Shock
9. Evil Spell
10. The Threat
11. Sweet Dreams
12. Get It While You Can (Bonus Track)
13. Leather Lust (Bonus Track)
14. If You Want It (Bonus Track)

## Saints And Sinners
SAINTS AND SINNERS 1992
1. Shake
2. Rip It Up
3. Walk That Walk
4. Takin' My Chances
5. Kiss the Bastards
6. Wheels of Fire
7. Lesson of Love
8. We Belong
9. Frankenstein
10. Slippin' into Darkness

## Carrière solo
Le bout du monde 1995
1. Le vent du nord
2. Le bout du monde
3. Fragile
4. Rock'n'roll
5. Tout ou rien (Duo avec Lulu Hughes)
6. Tant de choses à faire
7. En plein jour
8. La musique en cadeau
9. Deux heures de retard
10. En ligne droite
11. EllE
12. Reste la musique

Train D'enfer 2006
1. Ailleurs
2. Avant et après
3. Pour une seconde
4. Mon chum est mort
5. Train d'enfer
6. Away
7. Je suis cool (reprise de la chanson de Gilles Valiquette)
8. Le vent
9. Don't know what to do
10. Nancy
11. Depuis toujours
12. Le moment présent
13. Train d'enfer "New"